# 두아원
두아원(竇娥寃)은 관한경의 희곡이다.

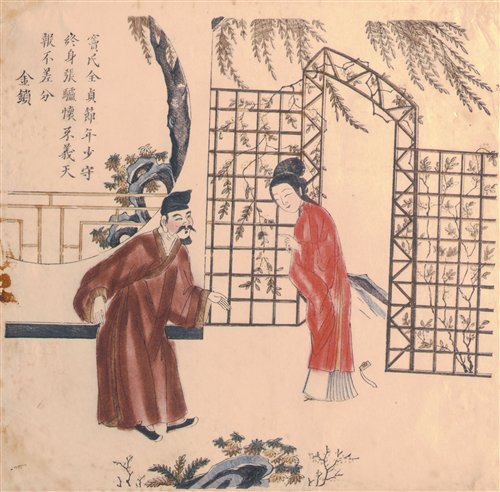

불량배 장여아(張驪兒)는 남편과 사별한 과부 두아에게 재혼을 강요하다 거절당하자, 야망을 달성하기 위하여 두아의 양모를 독살하려고 하다가 잘못하여 자기 부친을 독살하는데, 우연히 모르고 독약을 운반한 두아에게 죄를 전가하여 두아는 원죄를 쓴 채 끝내 형사(刑死)당한다. 제4막의, 형장으로 끌려가는 두아의 통곡 장면은 비장·격렬, 작자의 암흑사회에 대한 비판을 나타낸 작품으로서 명성이 높다.